# La Fenderie
La Fenderie est un château situé dans la commune belge de Trooz dans la province de Liège en Région wallonne. 

## Histoire
Bâti au XVIIe siècle, ce château historique de la commune de Trooz est lié au passé prestigieux de la métallurgie des environs. On y scindait les barres de métal en baguette.
Logé le long de la Vesdre, un mécanisme hydraulique sous la forme d'un bassin de stockage d'eau, permet de produire de l'électricité.